# Godzina hiszpańska
Godzina hiszpańska (franc. L'Heure espagnole) – opera komiczna w jednym akcie Maurice’a Ravela, skomponowana w roku 1907 z tekstem Maurice’a Étienne’a Legranda. Jej prapremiera odbyła się w Paryżu 19 maja 1911 r., a premiera polska miała miejsce w Warszawie w roku 1925.

## Osoby
- Torquemada, zegarmistrz – tenor
- Concepcion, jego żona – sopran
- Gonzalve, poeta – tenor
- Ramiro, mulnik – baryton
- Don Iñigo Gomez, bankier – bas

## Treść
Akcja rozgrywa się w Toledo w XVIII w.
Niewierna żona zegarmistrza chowa kochanków w zegarach. W finale – kwintet z udziałem wszystkich postaci zadowolonych z obrotu spraw, acz niekoniecznie świadomych tego, co naprawdę zaszło (wyraźnie niezorientowany jest mąż). 
Muzyka coraz to naśladuje zegary: w preludium słychać tykanie zegarów domowych, dzwony odmierzające czas w Toledo i sygnaturki miejskich zegarów. Później na scenie odzywają się kukułki w domowych zegarach. Parokrotnie wyraźne są rytmy hiszpańskich tańców, m.in. habanery.